# Josep Maria Muntaner i Pasqual
Josep Maria Muntaner i Pasqual (Barcelona, 27 d'abril del 1939 - Barcelona, 27 d'abril del 2017) fou un economista català.
Es llicencià en economia i ciències de la informació. La seva especialitat fou l'economia regional i urbanística i també l'economia financera. Va publicar diversos estudis d'economia comarcal i també va fer col·laboracions de caràcter divulgatiu en diverses publicacions catalanes, com ara Destino (1966), Presència (1973), Avui (1976), Canigó (1980) i Serra d'Or (1984).
Va ser professor a la Universitat de Barcelona i també a l'Autònoma de Barcelona, la de Girona i la de Perpinyà. Muntaner va ser fundador dels dos instituts financers de la Generalitat de Catalunya: l'Institut Català del Crèdit Agrari (del qual va ser director) i l'Institut Català de Finances (del qual també va ser president i director). També va ser assessor de la Conselleria d'Economia i president de l'Associació de Bancs Transfronterers Francoespanyols.
Des de 1979 fou membre de la Secció de Filosofia i Ciències Socials de l'Institut d'Estudis Catalans i tingué un paper important en la restauració d'aquesta institució després de la dictadura. Ocupà diversos càrrecs dins de l'IEC: tresorer (1980-1984), President de la Secció de Filosofia i Ciències Socials (1994-2000), Vicepresident de la Secció de Filosofia i Ciències Socials (1992-1994) i Tresorer de la Secció de Filosofia i Ciències Socials (1990-1992).
Morí el 27 d'abril del 2017 a la seva ciutat natal a l'edat de 78 anys.

## Obres seleccionades
- Cap a una economia dels Països Catalans (La Magrana, 1979)